# Malchittu
Der Tempel von Malchittu liegt etwa 1,4 km entfernt vom Nuraghen Albucciu auf der anderen Seite der SS125 (Straße) bei Arzachena in der Provinz Nord-Est Sardegna in der Gallura auf Sardinien und ist einer der wenigen nuraghenartigen Megarontempel auf der Insel. Er hat im Gegensatz zu den rechteckigen Anlagen wie Dòmu d’Urxia eine Apsis als Abschluss, ist etwa 15,0 m lang, drei Meter breit und ist im Gegensatz zu dieser Anlage und zu S’Arcu e is Forros im Inneren ungegliedert. 
Dieses abseits, in bergigem Gelände, bei den Höfen Stazzi Malchittu gelegene Monument stammt aus der mittleren Bronzezeit und wird ins 16. bis 14. Jahrhundert v. Chr. datiert. Das ist der Übergang von der Bonnanaro-Kultur zur Nuraghenkultur. Andere ausgegrabene sardische Megarontempel geben Auskunft über die Verwendung im Kontext mit einem Wasserkult.